# Honda RA300
Chronologie des modèles (1967 - 1968)
Honda RA273 Honda RA301
La Honda RA300 est une monoplace de Formule 1 construite par Honda afin de courir la seconde partie du Championnat du monde de Formule 1 1967, la première étant courue avec la RA273. Elle est pilotée par le champion du monde britannique John Surtees.
Contrairement aux précédentes monoplaces, développées en interne par Honda, la RA300 est conçue en partenariat avec Lola, ce qui vaut à la voiture d'être surnommée "Hondola".

## Historique

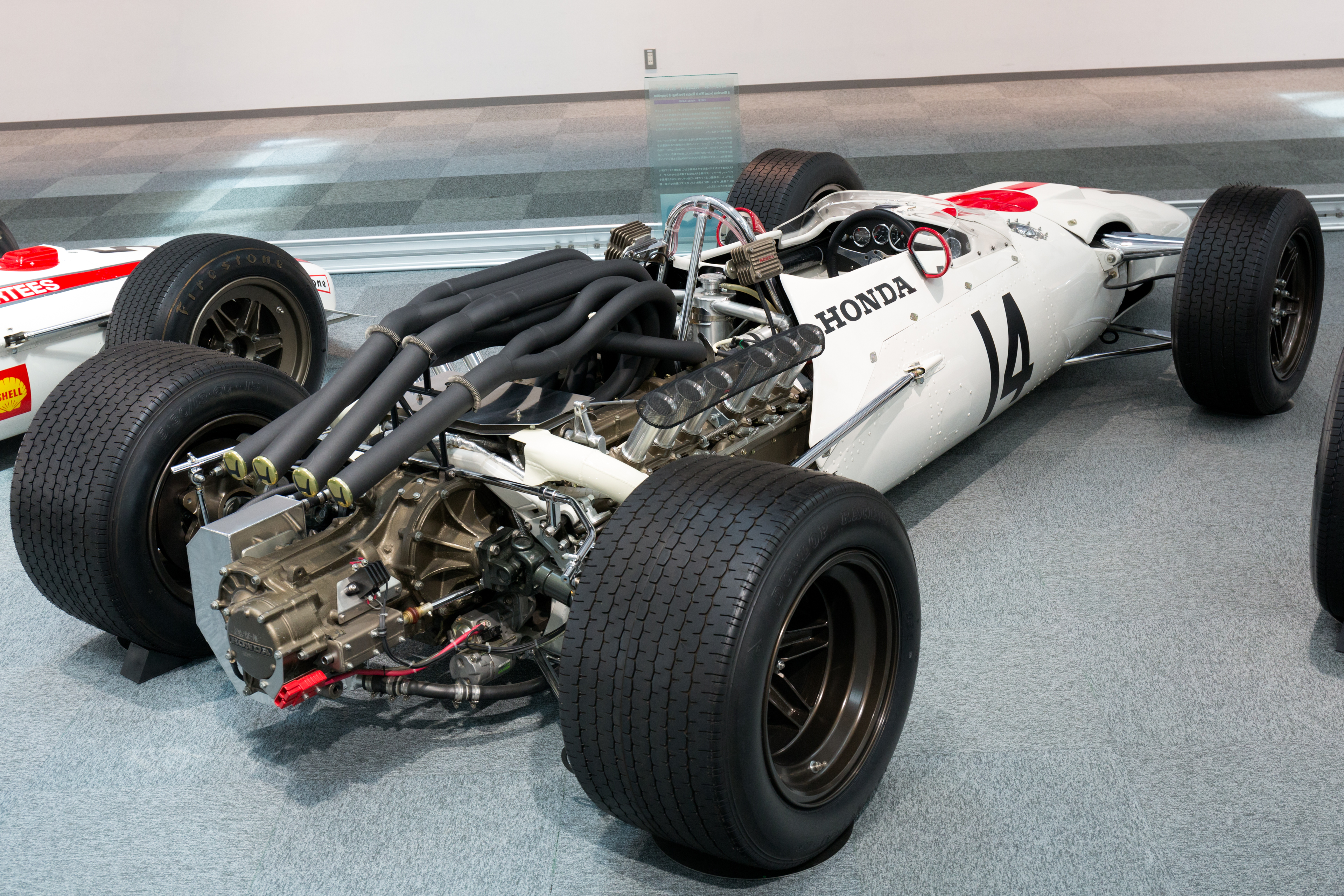
Arrière de la RA300.

Lors de son premier engagement, au Grand Prix automobile d'Italie 1967, John Surtees se qualifie à la neuvième place. Le Britannique prend la tête au cours du dernier tour aux dépens de Jim Clark et remporte la course, sa sixième et dernière victoire ainsi que la deuxième du constructeur et motoriste japonais en Formule 1.
La monoplace est à nouveau engagée au Grand Prix des États-Unis où Surtees se qualifie onzième mais abandonne au quatre-vingt-seizième tour, sur panne d'alternateur.
Au Grand Prix du Mexique, dernière course de la saison, le pilote britannique se qualifie septième et finit quatrième.
Honda termine à la quatrième place du championnat des constructeurs avec 20 points dont 8 marqués durant la première moitié par la RA273. Surtees, seul pilote Honda engagé, est quatrième du championnat.
La RA300 est engagée une dernière fois avec John Surtees lors du premier Grand Prix de la saison 1968 en Afrique du Sud ; il se qualifie sixième et rétrograde à la huitième place en course. La RA301 la remplace dès le Grand Prix suivant, en Espagne.
Chris Irwin, qui devait la piloter pour le Grand Prix de Belgique, déclare forfait après une blessure.

## Résultats en championnat du monde de Formule 1
| Année | Equipe       | Moteur          | Pneus     | Pilote       | 1   | 2   | 3   | 4   | 5   | 6   | 7   | 8   | 9   | 10   | 11  | 12  | Points | Classement |
| ----- | ------------ | --------------- | --------- | ------------ | --- | --- | --- | --- | --- | --- | --- | --- | --- | ---- | --- | --- | ------ | ---------- |
| 1967  | Honda Racing | Honda V12 RA300 | Firestone |              | ADS | MON | P-B | BEL | FRA | GBR | ALL | CAN | ITA | USA  | MEX |     | 20     | 4e*        |
| 1967  | Honda Racing | Honda V12 RA300 | Firestone | John Surtees |     |     |     |     |     |     |     |     | 1er | Abd. | 4e  |     | 20     | 4e*        |
| 1968  | Honda Racing | Honda V12 RA300 | Firestone |              | ADS | ESP | MON | BEL | P-B | FRA | GBR | ALL | ITA | CAN  | USA | MEX | 14     | 6e*        |
| 1968  | Honda Racing | Honda V12 RA300 | Firestone | John Surtees | 8e  |     |     |     |     |     |     |     |     |      |     |     | 14     | 6e*        |

- Dont 8 points marqués avec la RA273.
- Les 14 points sont marqués avec la Honda RA301.